# Vigias (Roma Antiga)

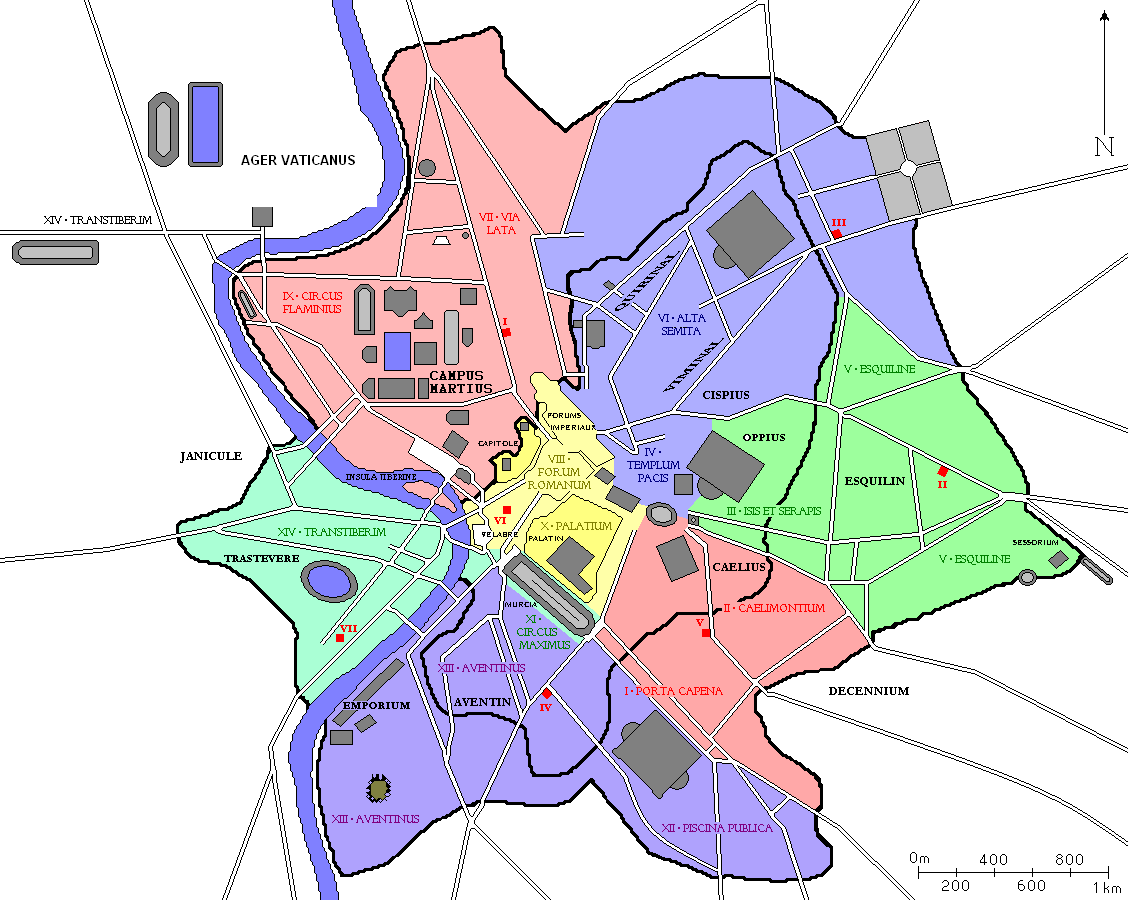
As 14 regiões da Roma de Augusto indicando as jurisdições de cada uma das sete coortes e a localização provável de suas estações.

Vigias (em latim: Vigiles), cujo nome correto era vigias urbanos (em latim: Vigiles Urbani) ou coorte dos vigias (em latim: Cohortes Vigilum), eram os bombeiros e policiais da Roma Antiga.

## História
Os triúnviros noturnos (em latim: triumviri nocturni; "três homens da noite") foram os primeiros a serem organizados num grupo para combater o cada vez mais frequente dos incêndios em Roma. Nesta época, o grupo era formado por escravos fornecidos por cidadãos privados. Contudo, o sistema era pouco efetivo e, com o objetivo de manter a cidade segura, Augusto instituiu uma nova força pública de combate a incêndios chamada vigias, inspirada pela brigada de incêndios de Alexandria. Os vigias eram também conhecidos pelo epíteto de espártolos (spartoli; "rapazes do baldinho"), uma referência aos pequenos baldes utilizados por eles para carregar água, feitos de corda selada com piche.
Em 6, Augusto cobrou um imposto de 4% sobre a venda de escravos e utilizou o valor arrecadado para financiar a nova força. O comando dos vigias foi entregue a um prefeito dos vigias (em latim: praefectus vigilum), de status equestre, e a um subprefeito (subpraefectus); a força foi dividida em sete coortes, cada uma comandada por um tribuno. Cada coorte, por sua vez, estava dividida em sete centúrias, cada uma com 70-80 homens, comandadas por um centurião e tinha como missão patrulhar duas das catorze regiões (regiones). Em 205, o tamanho de cada coorte foi dobrado.
Os vigias também atuavam como vigilantes noturnos, combatendo roubos a residências e perseguindo escravos foragidos; em certas ocasiões, eles também foram utilizados para manter a ordem nas ruas. Seu prefeito mais famoso, Névio Sutório Macro, foi o sucessor do infame Lúcio Élio Sejano como prefeito da Guarda Pretoriana depois de seus homens terem sido utilizados pelo imperador Tibério para retomar o controle da cidade dos homens de Sejano. Os vigias também patrulhavam as cidades portuárias de Óstia e Porto. Um vexillatio ("destacamento") de quatro centúrias era enviado de Roma para períodos de quatro meses por vez, duas para cada cidade. 
Em algum momento do século III, os vigias aparentemente perderam seu status de unidade independente e passaram a servir sob o comando dos prefeitos pretorianos.

## Organização
No começo, a corporações tinha dificuldade em recrutar homens. Numa tentativa de atrair voluntários, a Lex Visellia foi aprovada em 24 concedendo cidadania romana plena e um estipêndio adicional em dinheiro para os membros depois de seis anos de serviço. A partir do século II, cidadãos também passaram a ser admitidos.
Os vigias ficavam acomodados em quartéis específicos e patrulhavam regularmente as ruas, especialmente à noite, buscando qualquer sinal de fogo sem supervisão ou acidental. Cada proprietário de uma residência era obrigado a manter no local material para combate ao fogo e os próprios vigias estavam equipados com bombas, baldes, ganchos (para derrubar materiais inflamáveis), picaretas, enxadas. Eles também utilizavam balistas para derrubar casas em chamas e criar aceiros. Finalmente, os vigias contavam ainda com quatro "médicos" (medici) em cada coorte e seus próprios "capelães" (victimarii). Um "sifonário" (siphonarius) operava a bomba e um "aquário" (acquarius) supervisionava o fornecimento de água; os bombeiros ordinários eram chamados de "milites".

## Deveres

### Combate a incêndios
Cada coorte estava equipada com o equipamento padrão de combate a incêndios. O carro de bombeiro (sipho) era puxado por cavalos e consistia de uma grande bomba de dupla ação que era parcialmente submersa num reservatório de água, cuja missão de conhecer bem era dos aquários. Além disto, era bastante comum também a formação de uma corrente humana com baldes, seja para apagar diretamente o fogo, seja para molhar com tecidos de retalhos (centones) utilizados para abafá-lo. Há evidências inclusive do uso de substâncias químicas, como o acetum (uma substância baseada no vinagre), no combate aos incêndios. Em muitos casos, a melhor forma de evitar que as chamas se espalhassem era derrubar os edifícios em chamas com ganchos e alavancas. Para incêndios em edifícios com mais de um andar, almofadas e colchões eram espalhados no chão para que os habitantes presos nos andares mais altos pulassem.
Um dos grandes deveres dos vigias era garantir que as medidas preventivas seriam cumpridas, como a existência de material de combate ao fogo em todas as residências. A "Digesta de Justiniano" decretou que os vigias tinham obrigação de "lembrar a todos para que mantivessem um suprimento de água pronto no seu andar superior". Apesar de os vigias terem apenas autoridade para aconselhar, suas recomendações eram geralmente seguidas para evitar acusações posteriores de negligência. A punição corporal era a mais comum para os casos de negligência segundo a "Digesta", segundo a qual "as pessoas que não deram atenção suficiente ao seu fogo, o prefeito [...] ordena que elas sejam surradas".
Durante o Grande Incêndio de Roma (64), mais de um terço da cidade de Roma foi destruída pelo fogo. O jovem imperador Nero ajudou a direcionar os vigias, mas já na época surgiram rumores de que eles teriam deixado a cidade queimar intencionalmente por ordem do imperador, que logo depois iniciou a construção de seu grande palácio (a Casa Dourada) nos terrenos liberados pelo fogo. Seja como for, Nero decretou um novo código de leis depois do incêndio para evitar que a tragédia se repetisse; entre as leis estava a que obrigava o acesso público à água e a proibição de edifícios que compartilhassem uma parede ("geminados").

### Polícia
A partir de 27 a.C., Augusto acrescentou a função de polícia aos vigias para contrabalançar as gangues que vagavam pelas ruas da cidade durante os últimos dias da república. Entre seus deveres estava prender ladrões e assaltantes e capturar escravos foragidos. A tarefa de guardar as termas foi acrescida durante o reinado de Alexandre Severo, quando os banhos passaram a ficar abertos também durante a noite. Os vigias lidavam primordialmente com pequenos crimes e mantinham a ordem enquanto patrulhavam as ruas. Sedições, revoltas e crimes violentos eram responsabilidade das coortes urbanas e, em menor grau, da Guarda Pretoriana; os vigias podiam, contudo, assumir uma função de apoio nesses casos.

## Quartéis
Os primeiros vigias sequestravam casas e edifícios privados para utilizar como postos de comando durante uma emergência. Foi somente a partir de meados do século II que estações oficiais foram construídas especificamente para uso dos vigias. No começo do século III, subestações (excubitoria), que abrigavam 40-50 homens, foram construídas.
Não se sabe se a prefeitura dos vigilantes tinha um quartel-general próprio ou se ela estava abrigada numa das stationes acima. Se estava, é mais provável que esta tenha sido a da I Coorte, na Via Lata.

## Prefeito dos vigias
O prefeito dos vigias (praefectus Vigilum) era um equestre nomeado pelo imperador para comandar as sete coortes da cidade, uma função que não era especialmente cobiçada antes do século III. Proeminentes juristas com formação legal passaram a servir como prefeito para realizar as funções magisteriais do cargo. Como juiz, o prefeito julgava em sua corte os ladrões comuns capturados durante a noite e, em algumas situações, sua jurisdição se estendia também para pequenos crimes durante o  dia. Segundo a "Digesta de Justiniano", no caso de crimes mais graves, a decisão cabia ao prefeito urbano.
Apesar de alguns mandatos terem se estendido além de vinte anos, a maior parte dos cargos comissionados tinha um mandato muito mais curto. Como os vigias jamais atingiram o mesmo prestígio da Guarda Pretoriana ou das coortes urbanas, servir como prefeito geralmente era apenas um meio para obter postos mais prestigiosos ou lucrativos.
Um prefeito, Júlio Placidiano, foi encarregado de uma força expedicionária enviada para a Gália por Cláudio II em sua ascensão (269) para proteger o vale do baixo Ródano contra o Império das Gálias. Esta foi a única ocasião na qual o detentor deste cargo recebeu um comando substantivo fora de Roma. Se esta força incluiu ou não os vigias da cidade, não se sabe.

### Lista dos prefeitos conhecidos
- Quinto Névio Cordo Sutório Macro (?-31)
- Cornélio Lacão (44)[3]
- Décrio Calpurniano (?-48)[4]
- Leliano (?-54)[5]
- Aneu Sereno (depois de 54)
- Caio Ofônio Tigelino (?-62)
- Tito Fúrio Vitorino (?-158)
- Marco Basseu Rufo (?-167)
- Papírio Dionísio (190)
- Gaio Flavio Plauciano (193-197)
- Públio Élio Apolinário (250/400)
- Faltônio Restituciano (244)
- Lúcio Petrônio Tauro Volusiano (259)
- Júlio Placidiano (269)
- Aviano Maximilano (300/350)
- Júlio Antíoco (313-319)
- Postúmio Isidoro (324/337)
- Rupílio Pisoniano (333/337)
- Flávio Máximo (367/375)